# Dreamin' Man Live '92
Dreamin' Man Live '92 è un album live del musicista canadese Neil Young, pubblicato l'8 dicembre 2009 dalla Reprise Records.

## Il disco
Il disco contiene esibizioni dal vivo acustiche di tutte le dieci canzoni di Harvest Moon, eseguite dal solo Neil Young e registrate durante il tour del 1992. L'album è il dodicesimo volume della serie Archives Performance Series e il quinto ad essere pubblicato. L'uscita del disco era stata originariamente pianificata per il 2 novembre 2009, ma poi ritardata di circa un mese.

## Tracce
- Tutti i brani sono opera di Neil Young.

1. Dreamin' Man – 5:03 - Portland OR 1/24/1992
2. Such a Woman – 4:59 - Detroit 5/20/1992
3. One of These Days – 4:59 - Los Angeles 9/21/1992
4. Harvest Moon – 5:26 - Los Angeles 9/21/1992
5. You And Me – 4:01 - Los Angeles 9/21/1992
6. From Hank to Hendrix – 4:47 - Los Angeles 9/22/1992
7. Unknown Legend - 5:31 - Los Angeles 9/22/1992
8. Old King – 3:10 - Los Angeles 9/22/1992
9. Natural Beauty – 11:26 - Chicago 11/19/1992
10. War of Man – 6:27 - Minneapolis 11/22/1992

## Formazione
Neil Young – voce, chitarra, armonica, pianoforte, banjo